# Exeter College Chapel

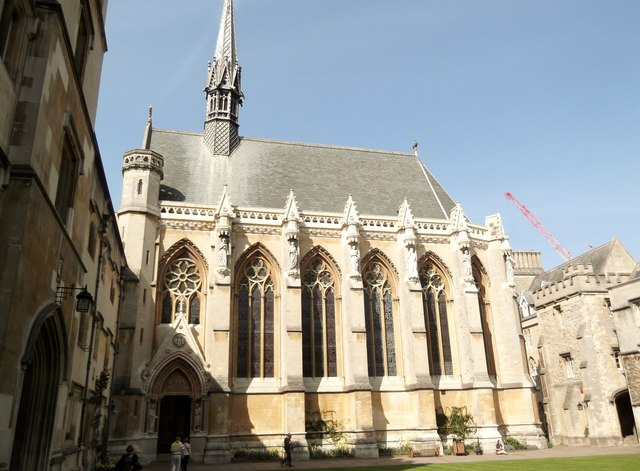
Exeter College Chapel

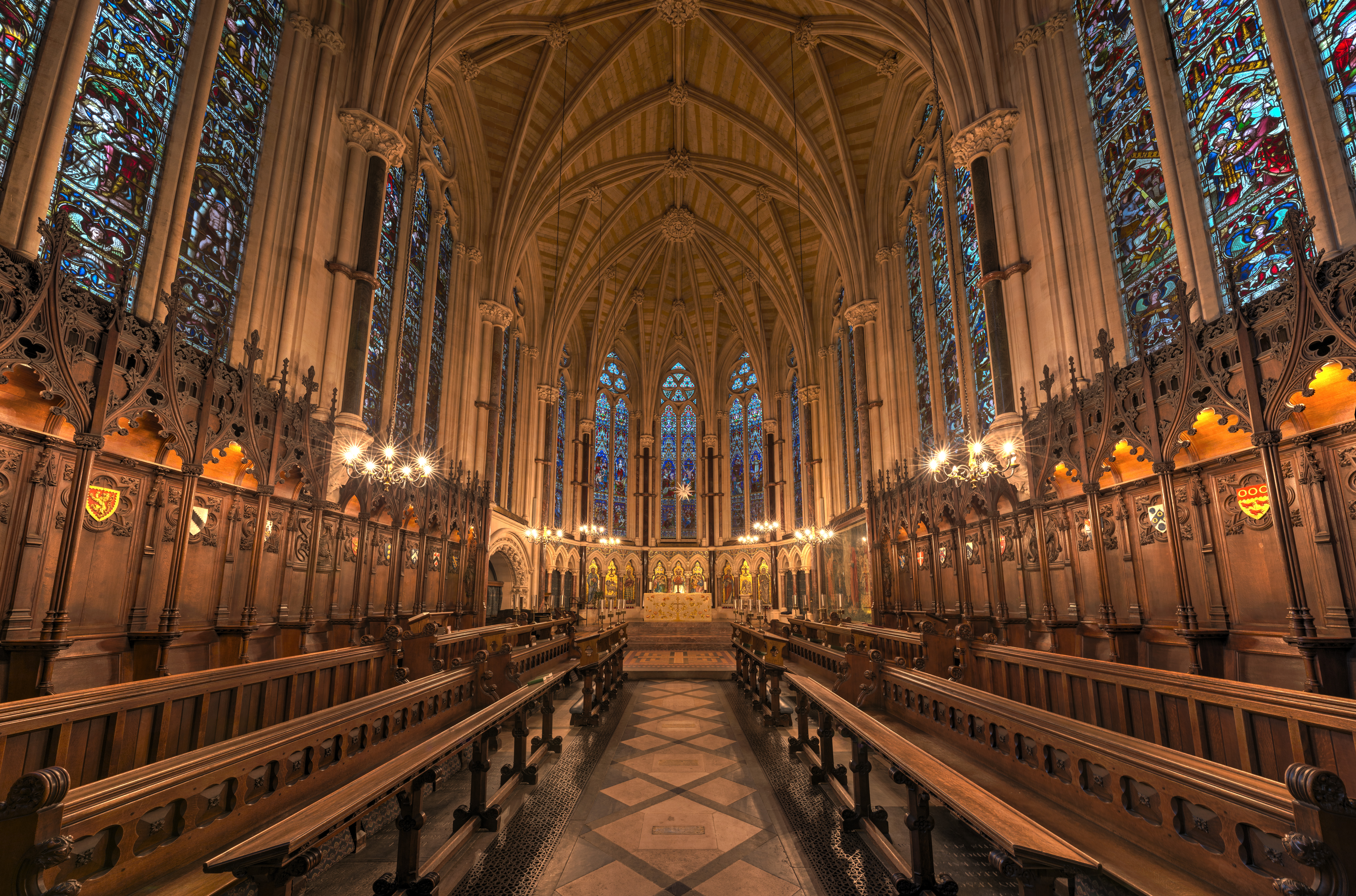
Inneres Richtung Chor

Die Exeter College Chapel ist die anglikanische Kapelle des Exeter College der University of Oxford in England. Die Kirche ist seit 1954 als Einzeldenkmal der Kategorie Grade II* eingestuft.

## Geschichte
Am Exeter College befand sich eine Kapelle seit dem Jahr 1314. Das heutige Gotteshaus ersetzt ein nachgotisches Bauwerk von 1623/24, dessen Baufälligkeit seit 1813 diskutiert wurde. Obwohl eine Wiederherstellung möglich gewesen wäre, entschloss man sich schließlich zu einem repräsentativen Neubau, für den mehrere Architekten in Betracht gezogen wurden. Umgesetzt wurde schließlich ein Entwurf von George Gilbert Scott, der sich an die Sainte-Chapelle in Paris anlehnte und so eine neugotische Kapelle im Stil der französischen Gotik schaffen sollte.
Die Grundsteinlegung für den Neubau erfolgte am  29. November 1856, die Weihe am 18. Oktober 1859 durch den Bischof von Oxford, Samuel Wilberforce. Im Jahr 2007 wurde die Kapelle einer grundlegenden Renovierung unterzogen.